# Comitè Internacional dels Jocs Mediterranis
El Comitè Internacional dels Jocs Mediterranis (CIGM, oficialment Comitè Internacional de Jeux Méditerranéens – CIJM) és l'organització de les Comitès Olímpics Nacionals que presideix, regula i organitza els Jocs Mediterranis. El CIGM és reconeguda pel Comitè Olímpic Internacional, i comparteix alguns principis bàsics, com la missió de difondre els principis de l'esport i de l'Olimpisme, esport ensenyament de suport, enfortir els valors de la pau i la fraternitat entre els pobles, en particular enfront dels països de la conca de la mar Mediterrània.
Formen part dels 23 Comitès Olímpics dels països riberencs de la mar Mediterrània, a excepció dels d'Israel i Palestina, a més de les d'alguns països de la Mediterrània sense accés directe al mar, com San Marino, Andorra, Macedònia i Sèrbia.

## Membres[1]
- Albània
- Algèria
- Andorra
- Bòsnia i Hercegovina
- Xipre
- Croàcia
- Egipte
- França
- Grècia
- Itàlia
- Líban
- Líbia
- Macedònia del Nord
- Malta
- Marroc
- Mònaco
- Montenegro[2]
- San Marino
- Sèrbia
- Síria
- Eslovènia
- Espanya
- Tunísia
- Turquia

Els únics països amb vistes al mar Mediterrani, però que no participen en els jocs són Israel i un Estat palestí. Durant una reunió de l'organització de la XVI edició dels Jocs Addadi president va dir que l'existència d'un pacte de cavallers o regla no escrita que vol que els dos països per formar part de la família mediterrània junts, mai sols.
La Sèrbia no té accés directe al mar, però és part de la CIGM pel passat, en unió amb Montenegro (Sèrbia i Montenegro), Andorra i San Marino no té accés al mar, però encara es consideren els països mediterranis en la cultura i la història.
L'entrada d'un Comitè Olímpic de CIGM ha de ser aprovat per l'Assemblea General per majoria de dos terços. Si un comitè presenta una sol·licitud, s'ha d'adreçar al president de la Comissió a través de la Secretaria. Diverses vegades s'ha parlat d'una possible ampliació dels Jocs per als països no exactament mediterranis, però amb similituds culturals i històriques amb els països de la Mediterrània, com Portugal i Bulgària.

## Estructura

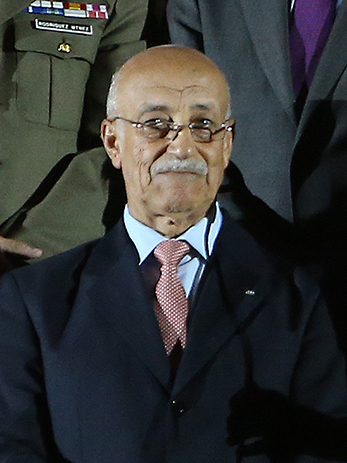
Amar Addatì, president del Comitè Internacional dels Jocs Mediterranis el 2018.

## Estructura[3]
| President          | Amar Addadì           | Algèria |
| Vicepresident      | Denis Masseglia       | França  |
| Vicepresident      | Mounir Sabet          | Egipte  |
| Segretari General  | Isidoros Kouvelos     | Grècia  |
| Tesorer            | Kikis Lazaridis       | Xipre   |
| Membres            | Togay Bayatli         | Turquia |
| Membres            | Jlatko Matesa         | Croàcia |
| Membres            | Lino Farrugia Sacco   | Malta   |
| Membres            | Souhail Khouri        | Líban   |
| Membres            | Henri Serandour       | França  |
| Membres            | Abdelhamid Slama      | Tunísia |
| Membres            | Nour Al Houda Karfoul | Síria   |
| Membres            | Theresa Zabell        | Espanya |
| Membres            | Mustapha Zekri        | Marroc  |
| President honorari | Mohamed Mzali         | Tunísia |